# André Lay
André Lay, eigentlich André Boulay (* 26. Mai 1924 in Saint-Maur-des-Fossés, Département Seine; † November 1997) war ein französischer Autor von Kriminalromanen.

## Leben und Wirken
Boulay, Sohn eines Metzgers, erlernte dieses Handwerk ebenfalls, um die Familientradition fortzuführen. Nach seiner Lehre arbeitete er über 17 Jahre in einem Schlachthof. Da ihm der Beruf nicht mehr zusagte, wechselte er in eine Schreinerei, wo er einige Jahre lang u. a. Särge fertigte. Während des Zweiten Weltkriegs fand er eine Anstellung als Bürokraft im Kriegsministerium Frankreichs. Nach Kriegsende arbeitete Boulay wieder einige Jahre in einer Metzgerei.
1956 debütierte er erfolgreich mit seinem Roman Le diable est au fond du sac. Von seinem Publikum geliebt, gab er nach weiteren Veröffentlichungen alle beruflichen Tätigkeiten auf und widmete sich nur noch dem Schreiben. Zu seinen bekanntesten Büchern zählen die Fälle des Commissaire Perello Vallespi (18 Bände) und seine Reihe Le Shérif (21 Bände). Nahezu sein gesamtes literarisches Werk erschien unter dem Pseudonym André Lay.

## Werke (Auswahl)
Commisaire Perello Vallespi
- Sacré Vallespi. Paris 1968.
- Vallespi voit rouge. Paris 1968.
- Vallespi et le Déluge. Paris 1969.
- Safari pour Vallespi. Parsi 1969
- Vallespi crève l’écran. Paris 1970.
- Vallespi chasse la sorcière. Paris 1970.
- One-man-show pour Vallespi. Paris 1971.
- Vallespi et les soucoupes volantes. Paris 1971.
- Les douze travaux de Vallespi. Paris 1972.
- Vallespi, go home. Paris 1972.
- Avanti, Vallespi. Paris 1973.
- Vallespi sent la poudre. Paris 1973.
- Vallespi et les kamikazes. Paris 1974.
- Vallespi chez les amazones. Paris 1975.
- Hourra Vallespi. Paris 1975.
- Vallespi au pilori. Paris 1976.
- V comme Vallespi. Paris 1976.
- Vas-y Vallespi. Paris 1977.

Le-Shérif-Zyklus
- Tu charries, shérif. Paris 1977.
- C’est toi, shérif? Paris 1978.
- T’as les mains froides, shérif. Paris 1978.
- Tu m’fais mal, shérif. Paris 1978.
- Tout à toi, mon shérif. Paris 1979.
- Suis ton étoile, shérif. Paris 1979.
- Prends-moi, shérif! Paris 1980.
- Le shérif de ces dames. Paris 1980.
- Pas ce soir, shérif. Paris 1981.
- Me pince pas, shérif. Paris 1982.
- Te mouille pas, shérif. Paris 1982.
- Fais-moi peur, shérif. Paris 1982.
- Donne-moi ta menotte, shérif. Paris 1983.
- Couvre-toi, shérif. Paris 1984.
- Serre la vis, shérif. Paris 1984.
- M’oublie pas, shérif. Paris 1985.
- Appelle-moi, shérif. Paris 1985.
- Garde ton sang-froid, shérif. Paris 1985.
- Tu m’envoûtes, shérif. Paris 1986.
- Tu m’aimes, shérif? Paris 1987.
- Reviens, shérif. Paris 1987.

Einzelne Romane
- Le diable est au fond du sac. Paris 1956.
  - deutsch: Fünf Minuten zu spät. Pabel-Verlag, Rastatt 1977.
- Concerto à tir rapide. Paris 1957.
  - deutsch: Wer zuerst schießt. Moewig-Verlag, München 1958.
- Déterrez, c’est une erreur. Paris 1958.
  - deutsch: Abrechnung folgt. Verlag W. Constantin, Karlsruhe 1961.
- Les linceuls n’ont pas de plis. Paris 1959.
  - deutsch: An einem Freitag in Las Vegas. SEP-Verlag, Rüsselsheim 1969.
- Cette mort quinous guette. Paris 1966.
  - deutsch: Darnays zweites Gesicht. SEP-Verlag, Rüsselsheim 1968.
- De vice à trépas. Paris 1966.
  - deutsch: Todeskurs nach Astoria. SEP-Verlag, Rüsselsheim 1969.
- Le partage des fauves. Paris 1968.
  - deutsch: Tod in den Anden. SEP-Verlag, Rüsselsheim 1969.

## Verfilmungen
- Dany Fog und José Bénazéraf (Regie): Begierde am Meer. 1961 (nach dem Roman Ma mort a des yeuxbleus)
- Antonio Isasi-Isasmendi (Regie): An einem Freitag in Las Vegas. 1968 (nach dem Roman Les hommes des Vegas)
- Jean-Pierre Desagnat (Regie): Frühstück mit einem Killer. 1969 (nach dem Roman L’oraison du plus fort)
- Alain Jessua (Regie): Mord-Skizzen. 1988 (nach dem Roman Suicide à l’aimable)